# Benjamin Eicher

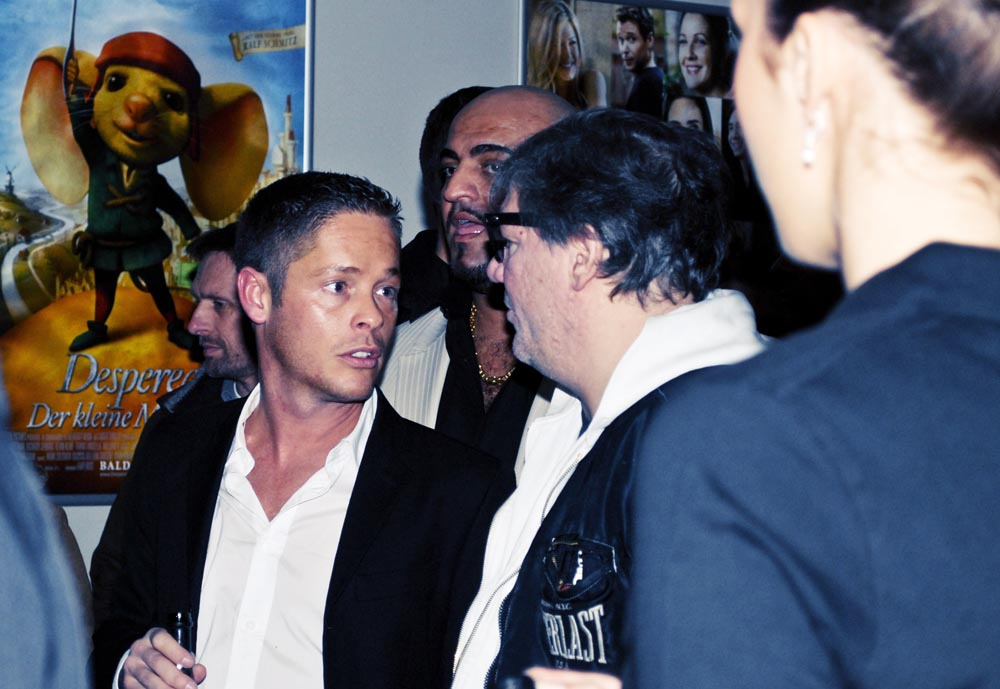
Benjamin Eicher mit Claude Oliver Rudolph, 2008

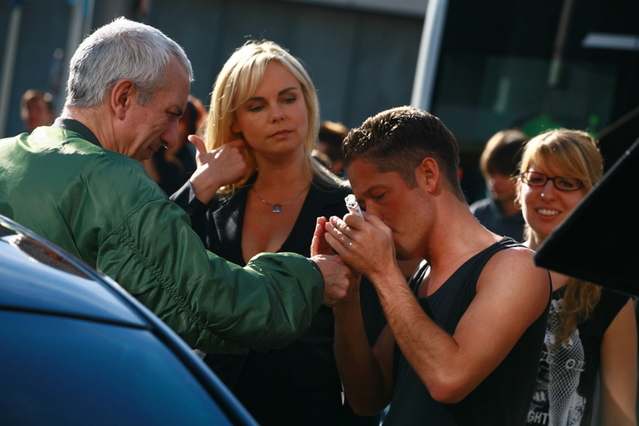
Benjamin Eicher am Set von Kopf oder Zahl mit Ralf Richter und Saskia Valencia, 2006

Benjamin Eicher (* 31. März 1974 in Tübingen) ist ein deutscher Filmschaffender, der an der Serie Dei Mudder sei Gesicht mitgewirkt hat.

## Leben
Seit 1996 hat Benjamin Eicher Spielfilme,  Kurzfilme, Werbespots und Musikvideos gedreht, so zum Beispiel mit Rap-Künstlern wie Afrob, Samy Deluxe, Massiv oder Azad. Ein Musikvideo für ein Mitglied des Wu-Tang-Clans (Inspectah Deck, I Don’t Wanna Go Back) war sein größter internationaler Erfolg.
Benjamin Eicher gründete im Jahr 2000 zusammen mit Timo Joh. Mayer die Firma „Los Banditos Films“. Er konzentriert sich mit seiner Firma besonders auf Entwicklung, Produktion und Regie von Street-Gangster-Movies. Der Film Kopf oder Zahl ist die erste Kinofilmproduktion, für die er neben Jenny Elvers, Mark Keller, Jana Pallaske und Tyron Ricketts auch Schauspieler wie Heinz Hoenig, Ralf Richter, Martin Semmelrogge und Claude-Oliver Rudolph gewinnen konnte. Somit stand 25 Jahre nach dem Kultfilm Das Boot ein großer Teil der Crew zum ersten Mal wieder gemeinsam vor der Kamera.
Seit 2010 dreht Benjamin Eicher neben den Spielfilmen auch 3D-Dokumentationen mit Naturthemen auf der ganzen Welt für Universal Studios. Die von ihm gegründete Firma Los Banditos Films handelt weltweit mit Filmlizenzen und Filmrechten und so werden pro Jahr circa 50 Titel in Deutschland, Österreich, der Schweiz und England veröffentlicht. Die eigenen Produktionen werden weltweit vermarktet.
Seit dem Jahr 2018 ist Benjamin Eicher auch selber in seiner selbst produzierten Dokumentation zu sehen. In dem Dokumentarfilm „The White Massai Warrior“ / „Der weisse Massai Krieger“ lebte er monatelang mit echten Massai Kriegern in der Masai Mara in Kenia zusammen und ist damit wahrscheinlich der erste weiße Mensch, der die Prüfung zum "Massai Krieger" erfolgreich absolvieren durfte. Der Film kommt deutschlandweit im Januar 2020 in die Kinos.
Mit dem Film Camera Obscura gewann er beim Filmfest Biberach im Jahr 2004 den Preis für die beste Nachwuchsregie.

## Filmografie (Auswahl)

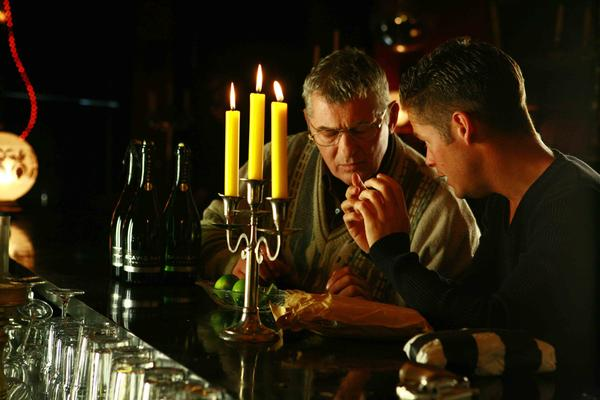
Benjamin Eicher bei der Arbeit mit Heinz Hoenig, 2006

- 1997: Schluss mit Mudder – Dei Mudder sei Gesicht III
- 2001: Schaffe schaffe Scheisse baue
- 2002: Der kalte Tod, Kurzfilm
- 2003: Behind the Wall, Kurzfilm
- 2003: Camera Obscura
- 2003: Wenn der Klatschmohn blüht, Kurzfilm
- 2003: Kampfansage – Der Film (Regie 2. Stab)
- 2004: A lovely young Girl
- 2005: Abgezockt ist Abgezockt
- 2006: Amok
- 2008: Chaostage – We Are Punks!
- 2009: Kopf oder Zahl
- 2010: Faszination Afrika 3D
- 2011: Faszination Galapagos 3D
- 2011: Faszination Amazonas 3D
- 2012: Amazing Universe 3D
- 2012: Reise der Monarch Falter 3D
- 2012: Faszination Regenwald 3D
- 2012: Dangerous Predators 3D
- 2012: Opa Franz 3D
- 2013: Madagascar 3D
- 2013: Agypt 3D
- 2013: Sharks 3D
- 2013: Amazing Ocean 3D
- 2013: Madagascar 3D
- 2014: Solar System: The Secrets of the Universe
- 2015: Wonderful World 3D
- 2017: KOXA
- 2018: Great Barrier Reef 4K
- 2018: Evolution 4K
- 2020: The White Massai Warrior